# 新細明體
新細明體（PMingLiU）・細明體（MingLiU）は、台湾のダイナラブ（ダイナコムウェア）が開発した繁体中国語フォントで、Microsoft WindowsとMicrosoft Office for Macに附属する。書体としては日本語圏でいう明朝体に属する。Windows 8発売時点の最新版バージョン7.01は、記号・仮名・ギリシア文字・キリル文字などを含め3万4051字を収録する。

## 来歴
もともとASCII英数字部分が等幅（半角固定幅）になっている細明體のみだった。最初ビットマップフォントとしてWindows 3.0繁体字中国語版に附属し、Windows 3.1繁体字中国語版では “MingLi43” の名でTrueType形式になった。バージョン2.00では、Big5の文字セットを内部でUnicode順に並べるようになり、“MingLiU” という英語名が付いた。バージョン2.10でフォントファイルに新細明體 (PMingLiU) が加えられた。新細明體は、ASCII英数字部分がプロポーショナルになっているが、中国語文字については細明體と同様全角固定幅になっている。新細明體・細明體はTTC形式でmingliu.ttcという一つのフォントファイルにまとめられている。
Windows 98までは繁体字中国語版のWindowsだけに附属し、Windows 2000以降他言語版にも附属するようになった。Windows 98までの繁体字中国語版以外のユーザに対してマイクロソフトは、Internet Explorer 3.0やMicrosoft Office XP Toolの言語パックやGlobal IMEなどを通じて細明體を配布した。

### 文字セット
細明體がサポートした文字セットはもともとMicrosoftコードページ950（Big5を基に、倚天中文系統による拡張のうち漢字7字〈碁銹恒裏墻粧嫺〉と罫線素片を加えたもの）だけだった。Windows NT・Windows 2000以降、Unicodeをサポートするようになり、Unicode 1.1に含まれるCJK統合漢字のうち台湾の規格（T-Source, T原規格＝CNS 11643）に由来する全ての文字をカバーした。Windows 2000 Service Pack 4とWindows XPでは、全てのCJK統合漢字をサポートした。

## 字形

上はバージョン3.21までの字形、下はそれより後のバージョンの字形。

当初、細明體が採用していた字形は、例えば靑（青）・旣（既）・爲（為）・兪（俞）などといったもので、中国漢字の伝統的なものに近かったため、一部から康熙字典体と呼ばれた。Unicodeが靑と青などを区別してコードポイントを与えたことを受けて、青・既・為といったものが取って代わった。しかしこれらの文字を部分字形とする「請」「倩」など一部の文字ではそのまま変わらなかった。
新細明體更新套件（PMingLiU Update Pack）によって配布されたバージョン5.03では、字形が大幅に変更され、Unicode標準と中華民国（台湾）教育部の定める国字標準字体に準拠するようになり、以後のバージョンでも同じ字形を採用している。Microsoft Office for Macに附属するバージョン4.55と7.00の字形も国字標準字体による。
新細明體バージョン5.03には、誤字が一つ存在することが知られている。「秣」は、本来「禾偏に末」と書くが、このバージョンでは「禾偏に未」になっている。台湾マイクロソフトは2008年10月までにこの問題を認め、バージョン6.02で修正している。

## 香港増補字符集
香港増補字符集に対応するために、細明體_HKSCS (MingLiU_HKSCS) というフォントが用意されている。初期バージョンは、Windows NT 4.0・2000・XPの繁体字中国語版用、Windows 98・MEの繁体字中国語版用、Windows 2000・XP用にそれぞれ配布された「香港増補字符集-2001サポート」に含まれる。
Vistaからは香港増補字符集-2004に対応し、細明體_HKSCSのほか、細明體_HKSCS-ExtB（と細明體-ExtB、新細明體-ExtB）が追加され、これらが標準インストールされる。XPとServer 2003向けには、文書の互換性のため香港増補字符集-2004サポートが用意されている。
Windows 8に含まれるバージョン7.01では、細明體_HKSCSは3万4051字を、ExtBが付くものは4万9246字を収録する。

## バージョン
- 2.00 … Windows NT 4.0に附属。
- 3.00 … Windows 98とMicrosoft Office 2000に附属。
- 3.00, Second Release … Windows 2000に附属（ユーロ記号〈€〉が加えられる）。
- 3.21 … Windows 2000 SP4 / Windows XPに附属（Unicode 2.0のCJK統合漢字をカバー）。
- 4.55 … Microsoft Office for Mac 2004と同2008に附属。
- 5.03 … 「新細明體更新套件」により配布（Unicode 3.1のCJK統合漢字をカバー）。
- 6.02 … Windows VistaとWindows Server 2008に附属（Unicode 5.0のCJK統合漢字をカバー）。
- 6.90 … 「ISO 10646:2003 Windows XP 字形集 及 繁體中文支援修正1（Windows XP Font Pack for ISO 10646:2003 + Amendment 1 Traditional Chinese Support）」により配布（HKSCS-2004をカバー）。
- 7.00 … Windows 7とWindows Server 2008 R2、Microsoft Office for Mac 2011に附属。
- 7.01 … Windows 8とWindows 8.1、Microsoft Office for Mac 2021に附属。
- 7.02 … Windows 10に附属する「MingLiU-ExtB」のバージョンナンバー。
- 7.03 … Microsoft Windows 10でオプションフォントとして追加インストールできる「MingLiU」のバージョンナンバー。